# Vladimir Frolov (general)
Vladimir Petrovich Frolov (em russo: Владимир Петрович Фролов; Leningrado, 6 de fevereiro de 1967 - Mariupol, 10 de março de 2022) foi um major-general russo que morreu durante a invasão russa da Ucrânia.

## Biografia
Vladimir Frolov nasceu na família de um veterano da Segunda Guerra Mundial. Ele se juntou às Forças Armadas Soviéticas em 1984, matriculando-se como cadete na Escola Superior Político-Militar de Tanque-Artilharia de Sverdlovsk. Mais tarde, ele se formou na Academia de Armas Combinadas das Forças Armadas da Federação Russa e na Academia Militar do Estado-Maior General das Forças Armadas da Rússia.
Frolov participou da intervenção militar russa na Guerra Civil Síria e foi promovido ao posto de major-general pelo Decreto Presidencial nº 595 de Vladimir Putin em 12 de dezembro de 2019.
O 8º Exército de Armas Combinadas, cujo vice-comandante era Frolov, estava envolvido ativamente no cerco de Mariupol. De acordo com a versão do presidente do Conselho Supremo da República Popular de Donetsk, Artem Zhoga, Frolov foi morto por um atirador furtivo em 10 de março de 2022 durante combates na Siderúrgica Illich e seu corpo foi enterrado nas ruínas pelas tropas ucranianas. Após a área ter sido capturada pelas forças russas, os prisioneiros de guerra ucranianos notificaram as tropas russas sobre o local do sepultamento de Frolov.
Sua morte foi anunciada por autoridades russas em 16 de abril de 2022.  No mesmo dia, seu enterro foi realizado com honras militares no Cemitério Serafimovskoe, em São Petersburgo, após um serviço fúnebre na Catedral da Ascensão, em Novocherkassk. A cerimônia contou com a presença do governador de São Petersburgo, Alexander Beglov.

## Prêmios
Frolov foi condecorado postumamente com o título de Herói da Federação Russa por decreto do Presidente da Rússia datado de 25 de dezembro de 2023. A estrela de ouro do prêmio foi entregue à família de Frolov por Alexander Beglov, governador de São Petesburgo em 22 de fevereiro de 2024. Ao longo de sua carreira, Frolov também foi condecorado com a Ordem do Mérito Militar, a Ordem Por Mérito à Pátria, segunda classe com espadas, e a Medalha Soviética Por Mérito de Batalha. Ele também foi condecorado postumamente com o título de Herói da República Popular de Donetsk.